# Kaple svatého Wolfganga (Jablonné v Podještědí)
Špitální kaple svatého Wolfganga (též Volfganga) v Jablonném v Podještědí v okrese Liberec je renesanční stavba stojící u třídy Zdislavy z Lemberka poblíž Pachtovského zámečku. Jako špitální sloužila kaple do roku 1945. V roce 1961 byla započata adaptace interiéru pro potřeby smuteční obřadní síně pro Jablonné a blízké okolí.

## Dějiny

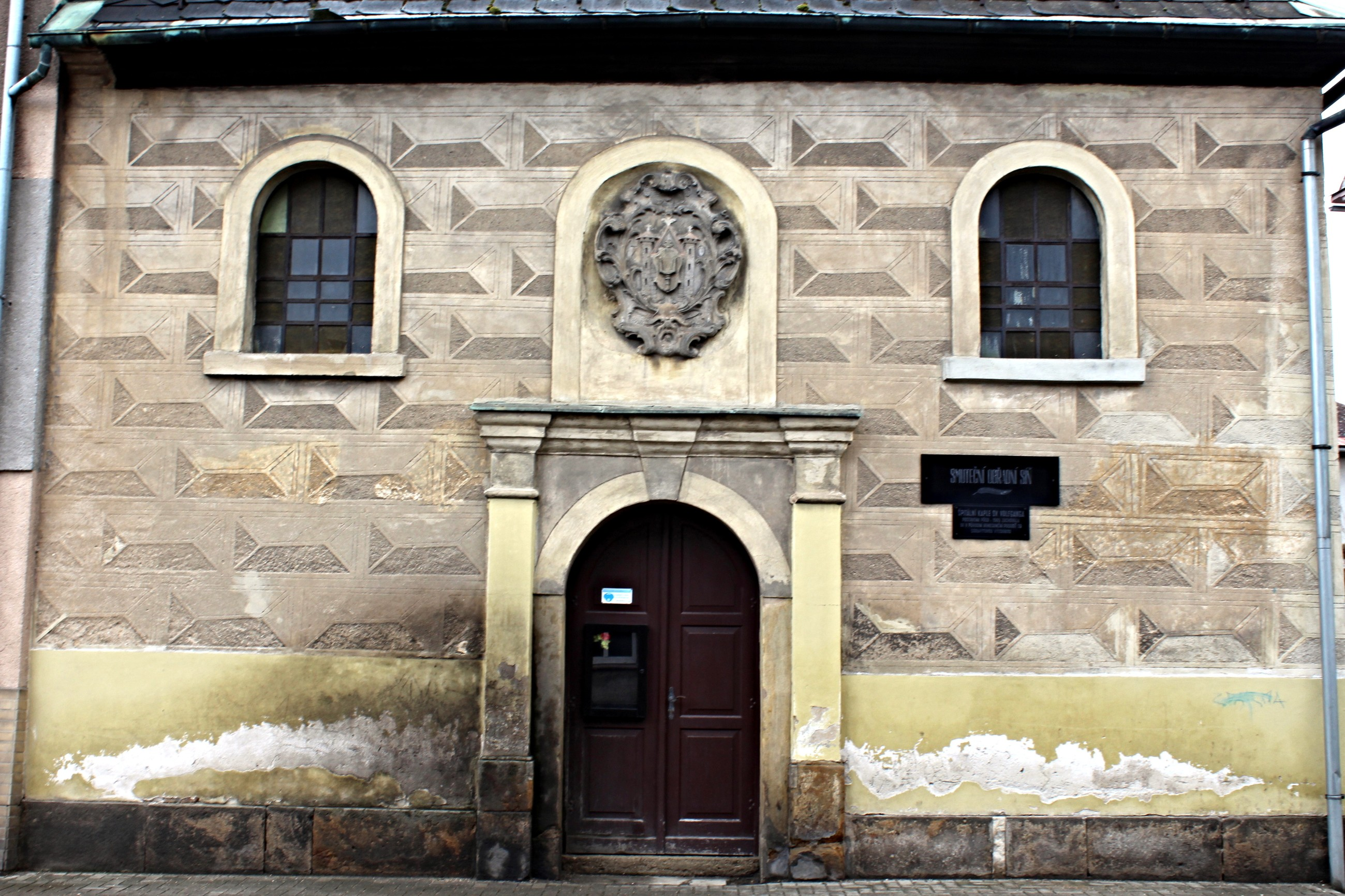
Průčelí kaple s městským znakem

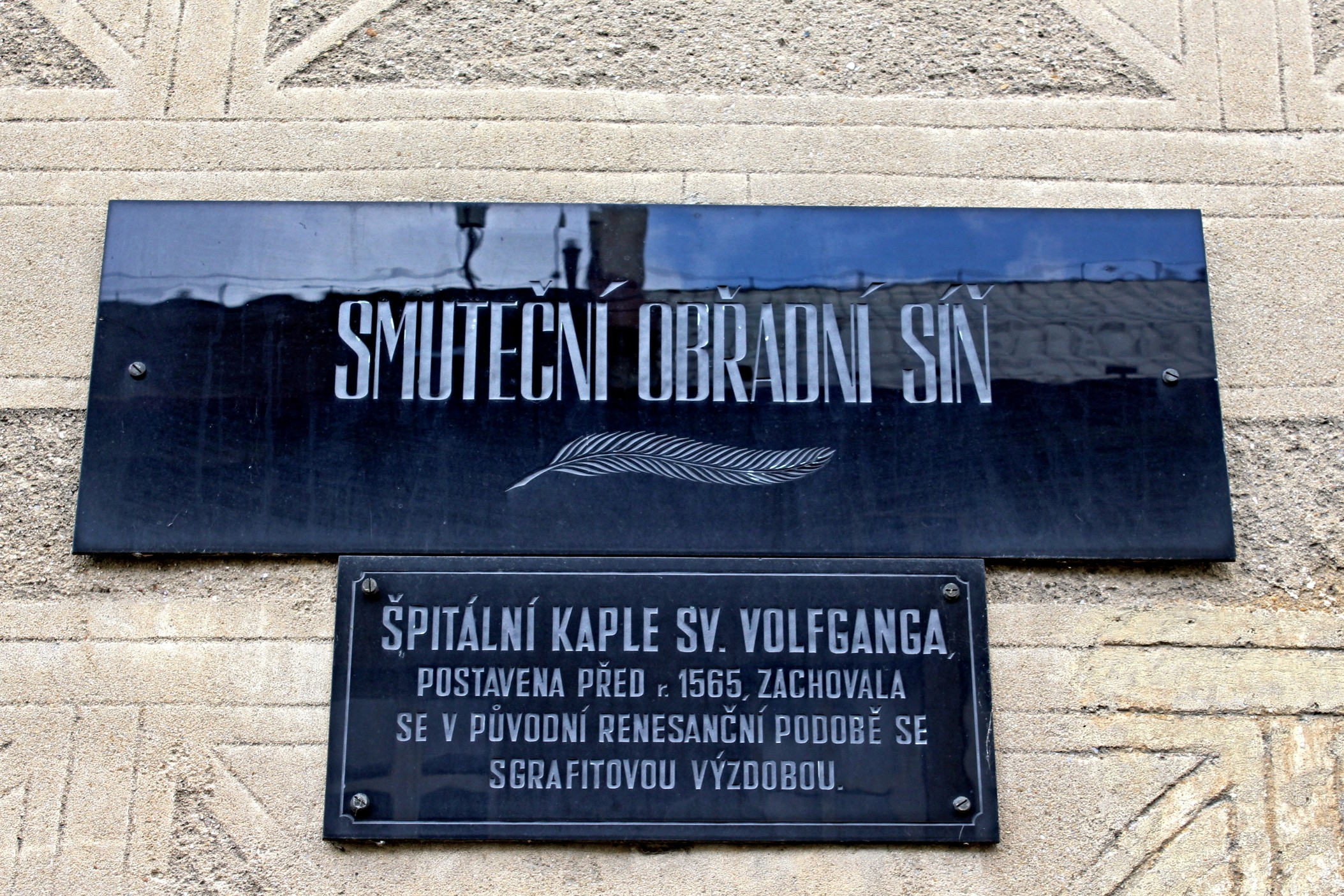
Detail nápisů

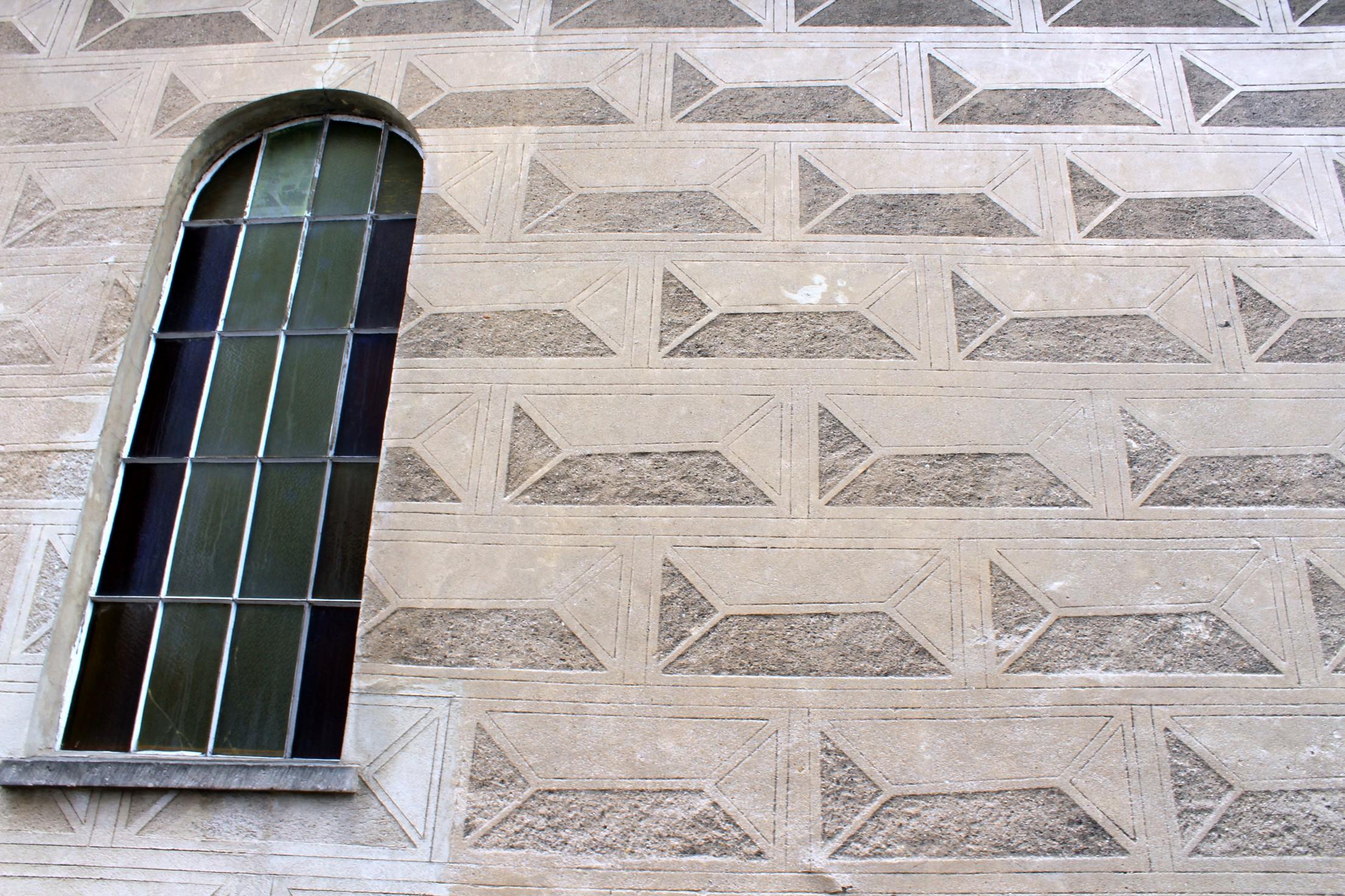
Detail okna a sgrafitového zdiva

Kapli v gotickém slohu vystavěli v letech 1279-1290 cisterciáčtí mniši původně jako součást sousedního špitálu. Během husitských nepokojů mniši opustili špitál i město a před rokem 1421 přešla také kaple do majetku města. Roku 1425 byla kaple vypálena a zničena husity. Později se panství ujímají Berkové z Dubé a Jindřich Berka z Dubé společně s místními měšťany nechal kapli v roce 1565 opravit a přestavět do renesanční podoby. Z této doby také pochází sgrafitová výzdoba kaple. Od roku 1602 je kaple uváděna také jako hřbitovní.
Roku 1669 přibyla v interiéru nová kazatelna. Kolem roku 1760, kdy bylo zdejší panství v držení Pachtů z Rájova, byla kaple znovu přestavěna a zřejmě v této době došlo k překrytí sgrafit omítkou a byla také vydána nová nadační listina špitálu. Když byla roku 1838 zbořena horní městská brána, kříž, který po ní zbyl, byl roku 1850 připevněn na věžičku kaple. V roce 1856 byl špitální hřbitov zrušen.
Poté byla ještě několikrát opravována. Při jedné z oprav v roce 1961 byla restaurována sgrafitová výzdoba. Poslední stavební úpravy proběhly v letech 1995-96.

## Popis
Kaple je jednoduchého čtvercového půdorysu s plochým stropem a kamenným portálem, nad kterým snad býval rodový erb Pachtů z Rájova, dnes je zde městský znak Jablonného. Stěny byly zdobeny renesančními psaníčkovými sgrafity, která byla překryta omítkou při přestavbě v 18. století. Roku 1913 bylo v kapli instalováno malované okno od jablonského rodáka Heinricha Hesse, ředitele Uměleckého ústavu v Novém Boru. Další barevné okno s motivem Narození Páně přibylo při restauračních pracích roku 1923.